# Sphaenognathus peruvianus
Sphaenognathus peruvianus es una especie de coleóptero de la familia Lucanidae.

## Distribución geográfica
Habita en Ecuador y Perú.